# Дунаєк (гміна Свентайно)
Дунаєк (пол. Dunajek) — село в Польщі, у гміні Свентайно Олецького повіту Вармінсько-Мазурського воєводства.
У 1975-1998 роках село належало до Сувальського воєводства.